# Psychotria bifaria
Psychotria bifaria är en måreväxtart som beskrevs av William Philip Hiern. Psychotria bifaria ingår i släktet Psychotria och familjen måreväxter. Inga underarter finns listade i Catalogue of Life.